# Pont des Trous
Il Pont des Trous (letteralmente Ponte dei Fori) è una porta fluviale stile gotico, fiancheggiata da due torri e che attraversa il fiume Schelda a Tournai, in Belgio.
Il monumento è una delle principali vestigia dell'architettura militare medievale del Belgio e una delle icone di Tournai.

## Storia
Quest'opera faceva parte del terzo recinto fortificato di Tournai, chiamato anche secondo recinto comunale, e difendeva il corso del fiume Schelda nel suo attraversamento della città.
La torre sulla riva sinistra (torre Bourdiel) fu costruita nel 1281, mentre la torre sulla riva destra (torre Thieulerie) risale al 1304. Le torri sono piatte sul lato della città e arrotondate verso la campagna per resistere meglio alle palle di cannone.
L'elevazione degli archi, che potevano essere chiusi con saracinesche,risale al 1329 circa. Undici anni dopo, la fortificazione si dimostrò efficace quando, durante la Guerra dei cent'anni, il re Edoardo III d'Inghilterra, sostenuto dalle truppe fiamminghe, cercò invano di forzare la porta d'acqua con le sue navi nel 1340.
Nel 1683, la Schelda fu incanalata tra le mura della banchina, alta diversi metri: ciò scomportò che le porte delle torri non poterono più essere utilizzate. Durante un restauro del 1847, il ponte perse anche il tetto sopra la galleria.
Fino al 1832 vennero riscossi i pedaggi per le navi di passaggio.

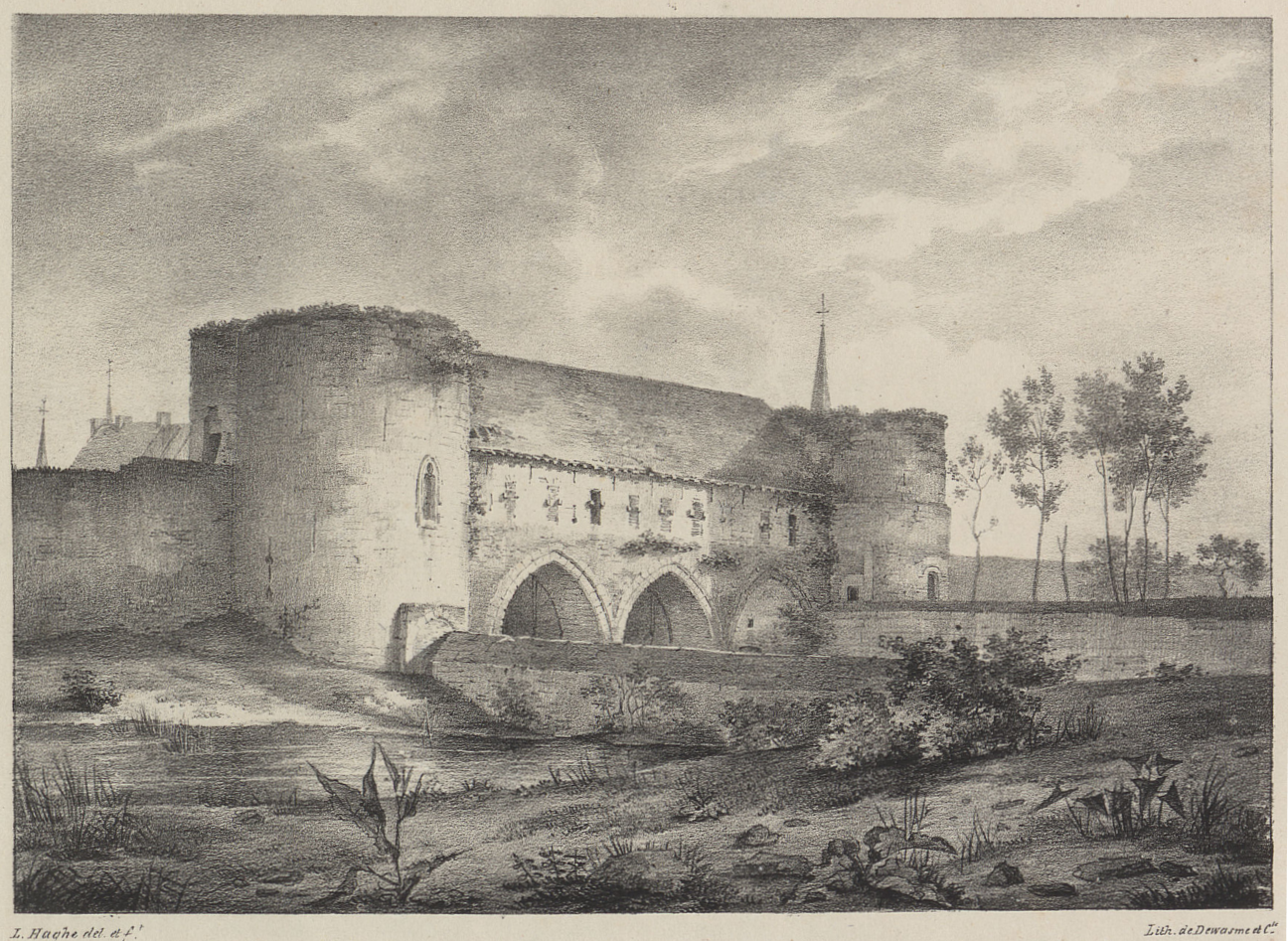
Vecchia incisione del Pont des Trous nella sua forma quasi originale con la copertura in ardesia del ponte stesso ma senza quella delle due torri.
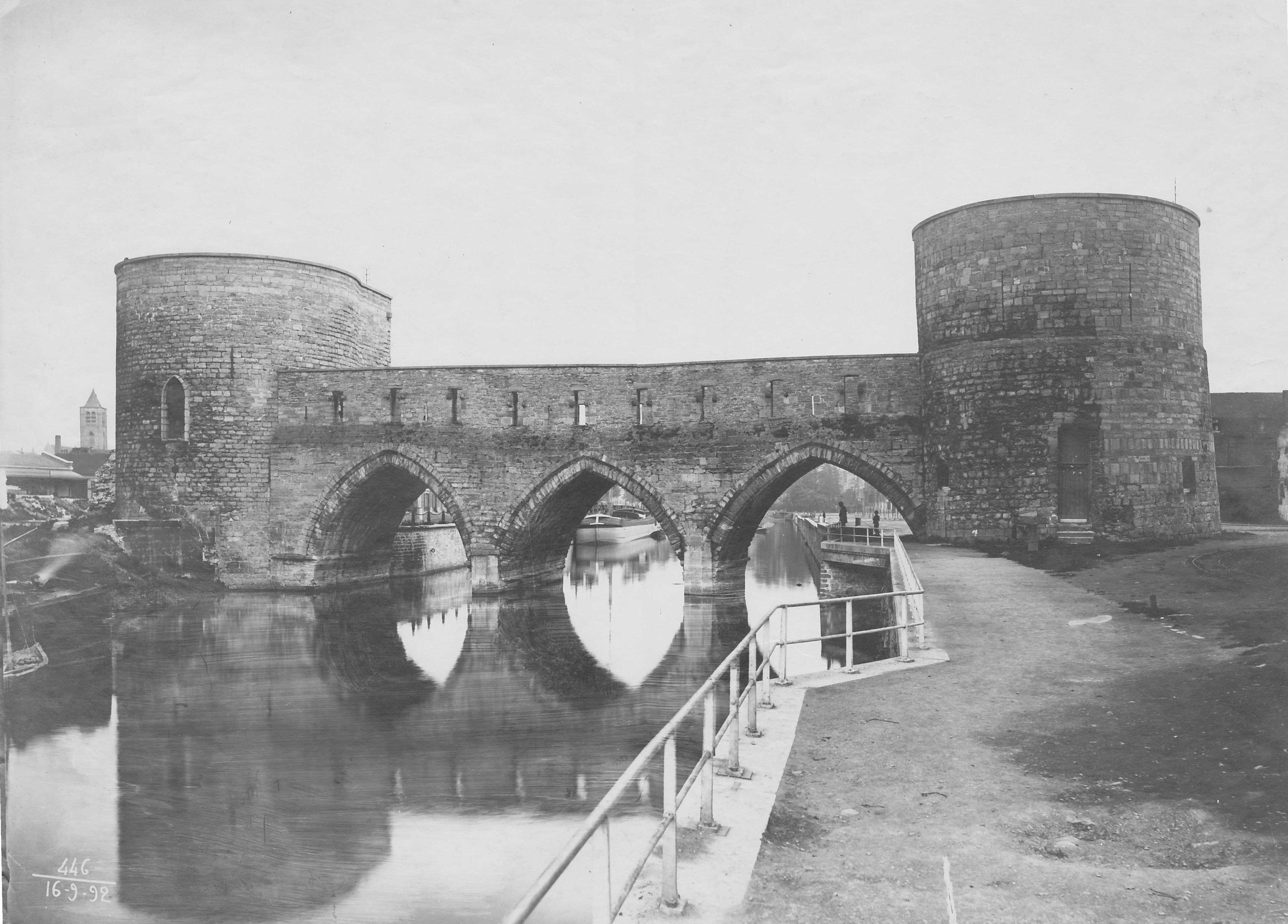
Il Ponte dei Fori come era nel 1892 prima della "ricostruzione" del 1948 successiva alla distruzione durante la seconda guerra mondiale.
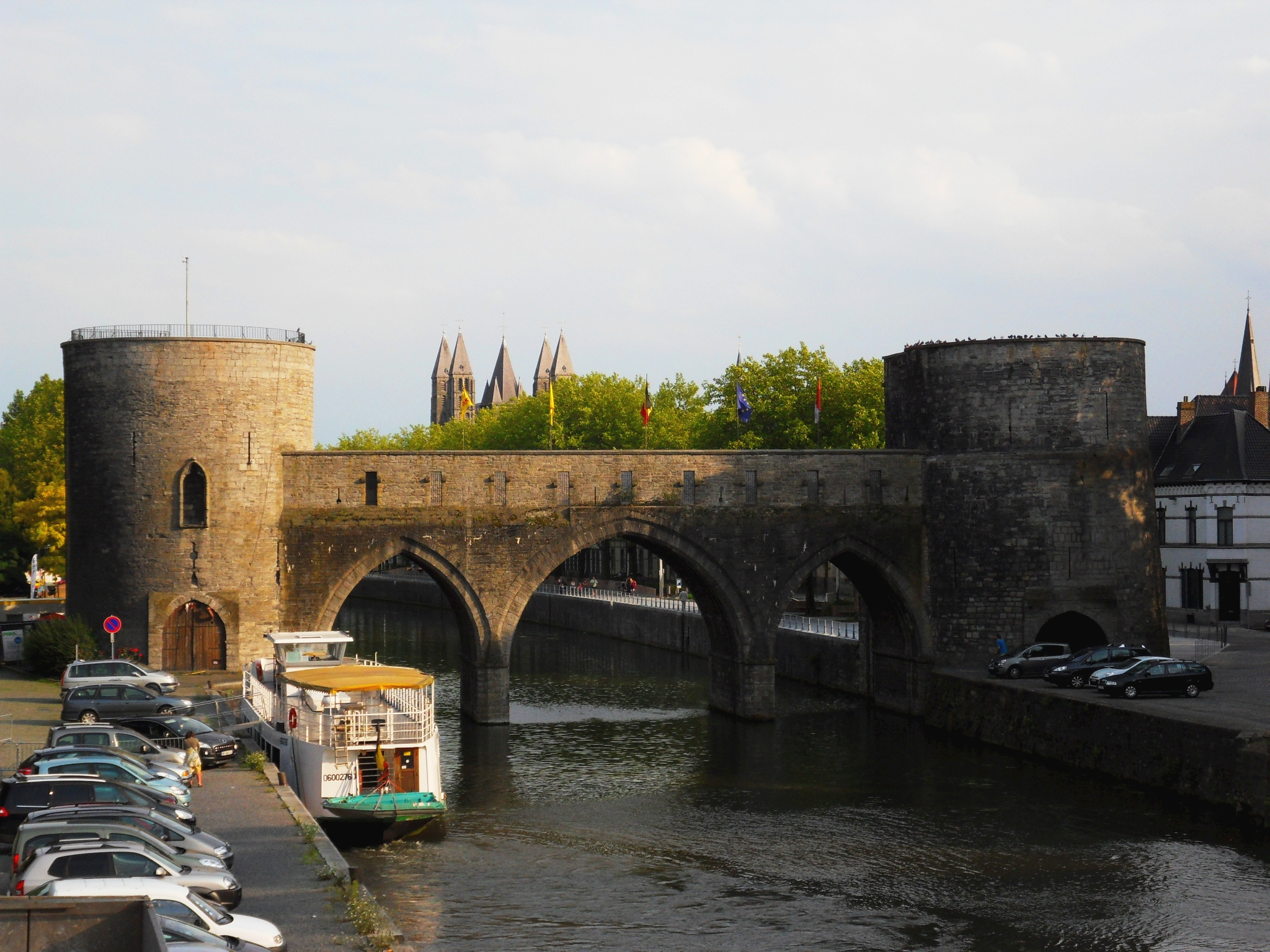
Il Ponte prima dei lavori di ampliamento nel 2023.

All'inizio della seconda guerra mondiale, l'arco centrale fu fatto saltare con la dinamite dall'esercito britannico. Durante la ricostruzione del ponte nel 1948, l'arco centrale fu ampliato di 2,40 m per permettere il passaggio delle chiatte moderne, mentre il resto degli archi viene riassemblato ed alzato con un sistema di martinetti idraulici.

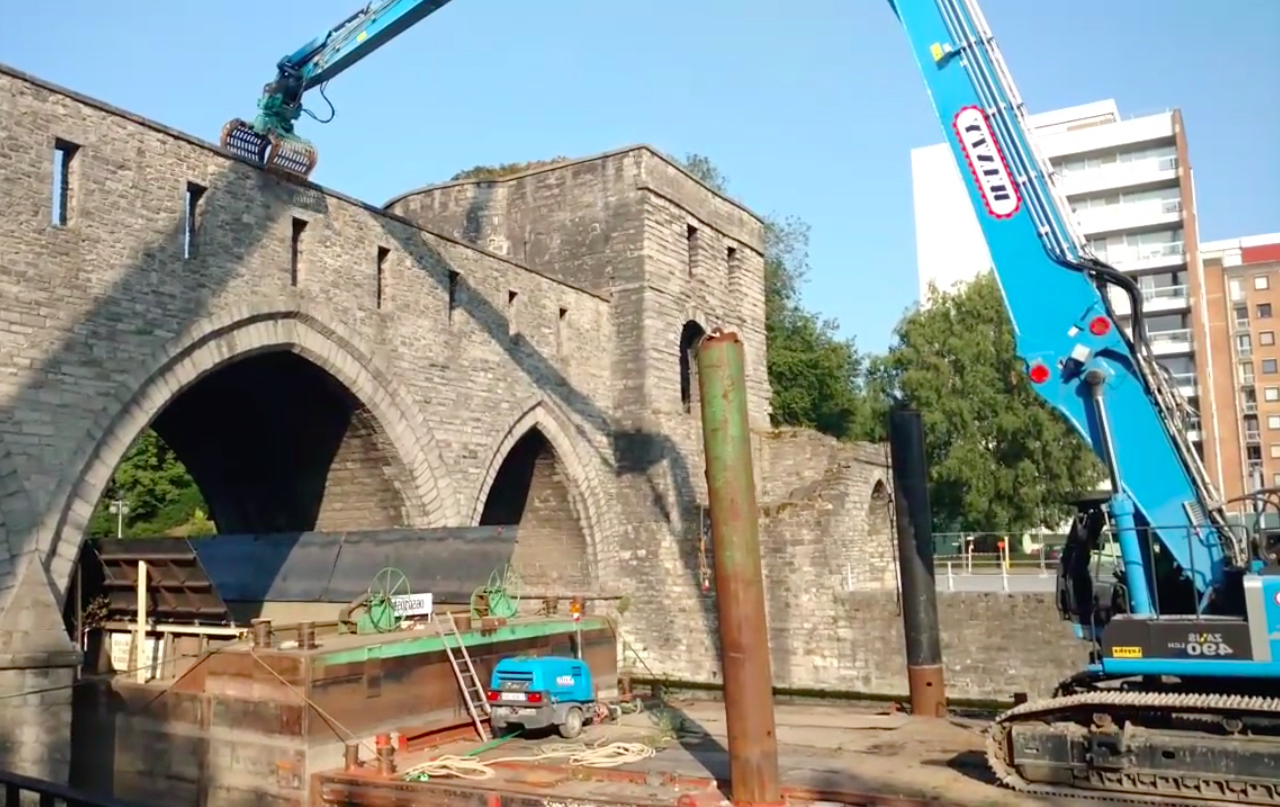
L'inizio della demolizione nel 2019

All'inizio del XXI secolo, nell'ambito del progetto Senna Nord-Europa, l'architettura del ponte è stata rimessa in discussione.. Diversi progetti di sviluppo miravano ad allargare l'arco centrale (come poi è stato deciso) o addirittura ad eliminarlo completamente, mentre un'altra ipotesi più costosa proponeva di aggirare il monumento. A tal proposito si è aperto un dibattito tra l'amministrazione comunale i difensori del patrimonio culturale: gli amministratori infatti affermavano la natura imperativa dell'allargamento del fiume, che potrebbe aumentare l'attività economica della città; i cittadini e le organizzazioni senza scopo di lucro, dal canto loro, si sono opposte all'irreversibile alterazione di un monumento medievale e all'aspetto antiestetico dei progetti scelti dal consiglio comunale. Inizialmente sembrava che anche molte altre strutture fluviali, tra cui alcune chiuse, avrebbero dovuto essere modificate, mettendo così l'alterazione del ponte programma per un periodo di tempo indefinito. Tuttavia, il comune di Tournai ha votato il 28 gennaio 2019 per confermare la distruzione del ponte entro la fine del 2019, nonostante il rischio di perdere il riconoscimento dell'UNESCO per la città.
I lavori sono iniziati il 2 agosto 2019, alla presenza del Ministro Marie-Christine Marghem.
Il ministro vallone dei Lavori Pubblici, Carlo Di Antonio, ha annunciato nel marzo 2019 che le arcate del ponte sarebbero state demolite senza una successiva ricostruzione immediata, ma con un nuovo progetto di ricostruzione conservando lo stile medievale dell'edificio.

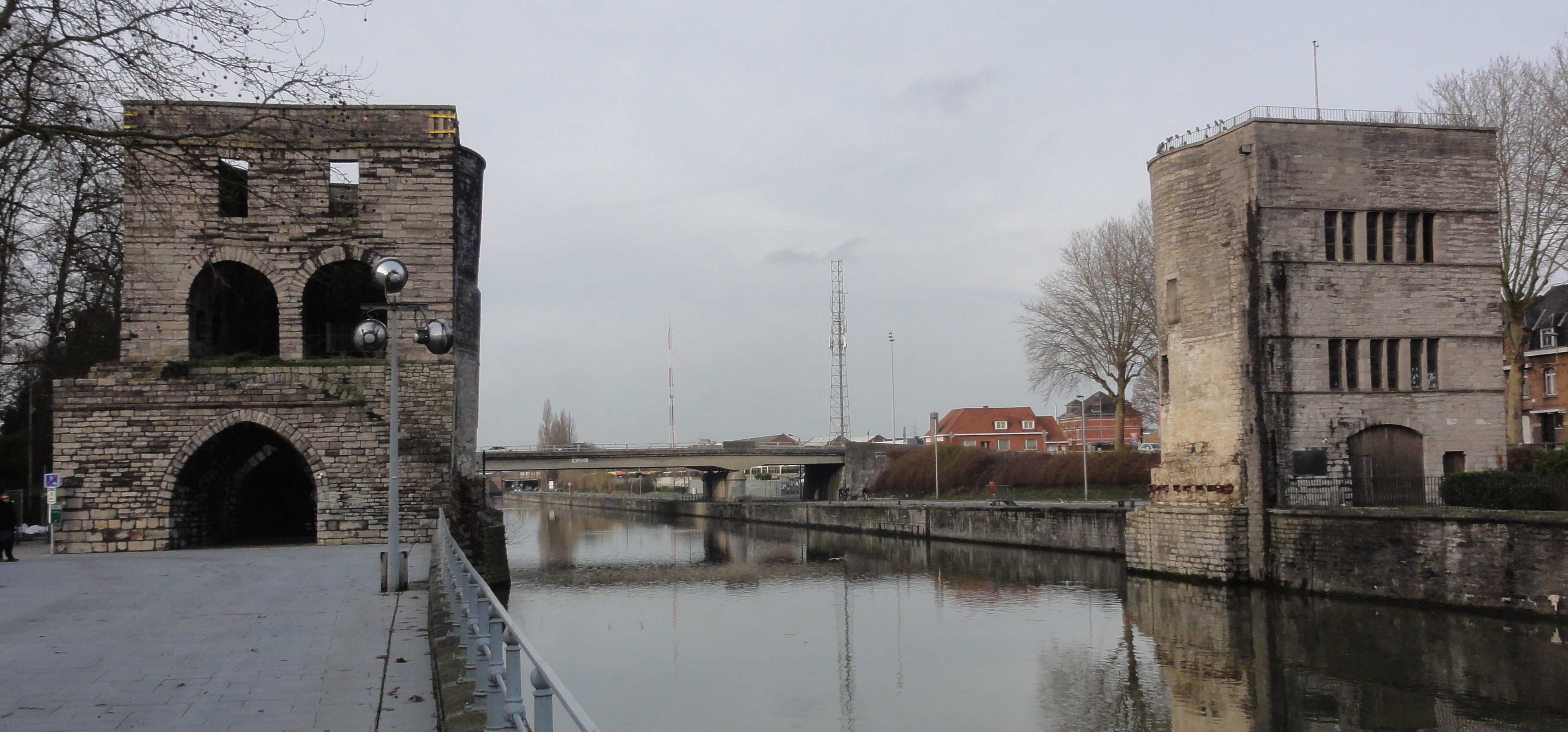
Le due torri del Pont des Trous alla fine di dicembre del 2019.

Gli archi del ponte sono stati infine ricostruiti con forti modifiche e il "nuovo" ponte è stato ufficialmente inaugurato nel marzo 2023.